# Ronde van Aruba
Ronde van Aruba is een hardloopwedstrijd over 72 kilometer, die jaarlijks in de maand mei wordt gehouden in Aruba. Het staat bekend als de eerste loopwedstrijd en een van de grootste sportevenementen van Aruba. 

## Geschiedenis
De ronde van Aruba is ontstaan in 1971 nadat twee mariniers, Dick Passchier en Piet de Vries, zichzelf uitdaagden om het hele eiland solo rond te rennen. Zij legden ongeveer 72 km af in respectievelijk 8 uur 54 minuten en 9 uur en 16 minuten. De tweede editie werd in 1980 gehouden voor de militairen van het Marinierskazerne Savaneta ter gelegenheid van de verjaardagviering van de Koninklijke Marine. De tijd van de snelste estafetteploeg bedroeg toen vier uur en 58 minuten. Tussen 1980 en 2000 vonden nog een zestal wedstrijden plaats. Na openstelling van de deelname voor niet-militairen in 1987 groeide het aantal deelnemers uit Aruba en elders, waaronder Bonaire, Curaçao, Nederland en de Verenigde Staten. Omstreeks 2000 werd de ‘Ronde van Aruba’ een jaarlijks terugkerend evenement. De organisatie is sedert de eerste editie in handen van het bureau sport van de Marinierskazerne Savaneta. 

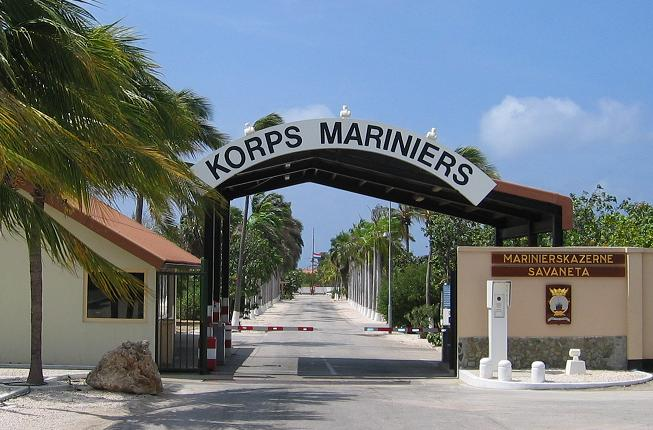
Start- en finishlocatie van de Ronde van Aruba

Er wordt gelopen in verschillende disciplines: individueel, duo, estafette en speedmarsen. In 2021 telde de 29ste editie 660 deelnemers, verdeeld over 151 estafetteteams, 24 duoteams en 8 ultralopers. Het evenement vindt doorgaans plaats in de maand mei. Uitzondering waren de edities van 2020 en 2021 die naar december verplaatst werden vanwege de coronacrisis.

## Parcours
Het parcours volgt grotendeels de kustlijn van het eiland en behoort tot het zwaarste en langste parcours van het Caribisch gebied. Het bestaat afwisselend uit harde en onverharde stukken en heeft een totale loopafstand van 72 km. Er wordt gestart in de nachtelijke uren met als start- en finishlocatie de marinierskazerne in Savaneta. Het parcours is voor de estafetteloop verdeeld in acht trajecten van ongeveer 9,2 km. De wisselposten zijn Boca Grandi (8,2 km), Boca Prins (16,5 km), Ayo Rock (26 km), Alto Vista (33,6 km), Boca Catalina (42,8 km), Bushiri (52,7 km) en Arugas te Barcadera (62,2 km). De estafetteteams worden verdeeld in 4 categorieën voor heren naar de opgetelde leeftijd van de vier lopers, een vrouwenklasse en een gemengde klasse. Per loper moet worden afgelegd 2 x 9 km bij de estafetteteams en 2 x 18 km bij de duoteams. Het hele team is verplicht de laatste 500 meter uit te lopen. Elk team wordt gevolgd door een voertuig dat dient voor vervoer van de overige lopers, verzorging van de lopers en om het parcours te verlichten. Een team of een individuele loper mag zich door een coach laten begeleiden. De speedmarsloop, voor het eerst gelopen in 2010, houdt in dat twee teams van mariniers met basisverpakking en wapen elkaar aflossen en per team 38 km lopen. Langs het parcours staat gebruikelijk het toeschouwerspubliek met muziek en drank om de nachtelijke uren door te komen.

## Parcoursrecords
| Klassement                                  | Categorie  | Naam                                                                                 | Tijd    | Jaar |
| ------------------------------------------- | ---------- | ------------------------------------------------------------------------------------ | ------- | ---- |
| Individueel                                 | heren      | Tom Hendriks                                                                         | 5:43:03 | 2004 |
| Individueel                                 | vrouwen    | Lana Gobert                                                                          | 6:14:17 | 2022 |
| Duo                                         | heren      | Paul Belony / Alexander Hodge                                                        | 4:46:37 | 2020 |
| Duo                                         | vrouwen    | Bianca van Gigch / Henriette van Gemert                                              | 6:26:37 | 2015 |
| Duo                                         | gemengd    | Lana Gobert / Jesus Galea                                                            | 5:00:35 | 2019 |
| Estafette                                   | <120 jr    | Siegfried Williams / Byron Salmone / Anthony Williams / Amadeo Kemper (team Curaçao) | 4:16:33 | 1988 |
| Estafette                                   | 121-160 jr | Melvin Dabian / Claudeone Cavalcante / Nathan Janse / Rigoberto van der Linde        | 5:09:38 | 2016 |
| Estafette                                   | 161-200 jr | André Nottelman / Chris de Kan / Marnix Haverkamp / Clemens Büter                    | 5:36:40 | 2016 |
| Estafette                                   | >200 jr    | Aruba Malmok Runners #1                                                              | 5:26:55 | 2020 |
| Estafette                                   | vrouwen    | Shamira Clara / Amadee Nicolaas / Marit Rustad / Robin Larson Clarke                 | 6:01:50 | 2016 |
| Estafette                                   | gemengd    | Vanessa / Vas / Veronique / Darrell                                                  | 5:49:33 | 2020 |
| Speedmarsen                                 |            | Militair team 1 (UK)                                                                 | 5:03:35 | 2019 |
| Bron:Programmaboekje 2018, Ronde van Aruba, |            |                                                                                      |         |      |